# Madmoiselle de Maupin (Julie d'Aubigny)
Julie d'Aubigny, famosament coneguda com a Madmoiselle de Maupin, va ser una cantant i actriu d’òpera francesa del segle xvii. La seva vida social i personal a les altes esferes de la societat francesa l’han fet passar a la història gairebé com una llegenda.

## Primers anys
Julie d’Aubigny va néixer als voltants de 1670 (probablement l’any 1673) a París, i la seva mare va morir durant el part, el que vol dir que el seu pare va ser l’únic responsable de la seva criança i la seva educació. Gaston d'Aubigny era el secretari de Louis de Lorraine-Guise, comte d’Armagnac i cap de cavalleria al Palau de Versailles, una figura important a la cort de Lluis XIV. Destacava amb el domini de l'espasa i s'encarregava de fer classes d’esgrima i duel a alguns joves que treballaven a Versailles. És per aquesta raó que Julie d’Aubigny va rebre una educació poc comú per a una dona de l’època: a part d’aprendre etiqueta i música, també va aprendre a muntar a cavall i esgrima; tot això en un ambient majoritàriament masculí. Més endavant, la música i l'esgrima es tornarien les seves dues grans passions. A més a més, Julie d’Aubigny destacaria entre les altres dones de la cort per vestir amb roba d’home, molt més còmode per anar a cavall o per lluitar amb l'espasa.

## Joventut
Se’n diu que Julie d’Aubigny era molt popular entre els homes de la cort i que el seu pare es batia a duels d’espasa amb aquells que volien cortejar-la. Quan voltava els quinze anys, Julie d’Aubigny va trobar un pretendent amb qui cortejar-se i a qui el seu pare no podia batre’s, el comte d’Armagnac. Per tal d’evitar problemes, el comte va concertar un matrimoni de conveniència amb el Monsieur de Maupin, que aniria a fer negocis a Amèrica i així ell i Julie d’Aubigny podrien continuar el seu romanç en privat.
Al cap de poc temps, Julie es va cansar de la vida a palau i va fugir a Marsella amb un instructor d’esgrima, a qui havien acusat de l’homicidi d’un altre home, i amb qui també mantindria un breu romanç.
Un cop van arribar a Marsella, ambdós subsistien fent demostracions d’esgrima pels carrers, tavernes i fires a canvi de diners. I tot i que durant les actuacions Julie feia servir robes masculines, la seva intenció mai va ser amagar que en realitat era una dona. La gent quedava impressionada amb les demostracions de Julie, ja que a l’època ningú pensava que una dona pogués tenir tanta destresa amb l'espasa. Una de les llegendes que s'expliquen de Julie és que, davant d’un espectador que no es creia que realment era una dona, es va obrir la camisa davant del públic perquè jutgessin ells mateixos. Un altre dels espectacles de carrer preferits de Julie d’Aubigny eren les actuacions de cant, on aprofitava per reptar als homes del públic a un duel d’espasa, que guanyava mentre els cantava cançons per humiliar-los.
Deixant enrere el seu antic instructor d’esgrima, la seva popularitat com a cantant la va portar als teatres més importants de Marsella, on començaria la seva carrera com a cantant d’òpera. Va cantar davant de Gaultier de Marseille, compositor i director d’òpera de la seva pròpia acadèmia a Marsella. Tot i que Julie no tenia formació de cant, Gaultier la va acollir a la seva acadèmia.

## Vida adulta
Julie d’Aubigny va unir-se a la l'Òpera de París l’any 1690 i va debutar a la companyia aquell mateix any amb el paper de Pallas Athena (Cadmus et Hermione de Jean-Baptiste Lully). Tot i que va començar amb papers de soprano, més tard actuaria amb papers de contralto, que esqueixen millor per a la seva veu. Actuava sota el nom de Madmoiselle de Maupin i va ser molt popular entre els cercles artístics i aristòcrates de l’època. De fet, després de veure la seva actuació a Omphale el 1701, el Marquès de Dangeau va escriure al seu diari que la seva era “la veu més maca del món”.
Durant aquesta època, Julie va tenir una de les seves aventures més recordades per la història. Entre els romanços que mantenia entre diferents actors i artistes, va conèixer a una jove aristòcrata amb qui va iniciar un intens romanç. Quan els pares de la jove van decidir enviar-la a un convent per a evitar que caigués en actes pecaminosos, Julie va decidir anar-se’n amb ella. Fingint que era orfe i que vivia amb un oncle empobrit, va demanar asil a les monges, que van creure la seva història. Allà van seguir el seu romanç en secret fins que van pensar en un pla per fogar-se del convent. El pla consistia a agafar el cadàver d’una monja que havia mort recentment, posar-lo al llit de la seva amant per a simular la seva mort i calar foc al convent mentre elles dues escapaven. Les autoritats les van enxampar, però Julie d’Aubigny només va ser acusada de profanació de tombes, ja que els jutges no van creure possible que una sola dona hagués planejat un pla d’aquella mena. Després de l’incident van viure juntes fins que, uns mesos més tard, l’amant de Julie va tornar amb la seva família, penedida de les seves accions.

### La llegenda de l'òpera
Tot i la gran quantitat d’històries sobre els romanços i els amants de Julie d’Aubigny, la realitat és que amb disset anys ja s'havia fet un lloc a les grans Òperes pel seu talent i pel seu caràcter, i se la coneixia com una de les millors Primma donnas de París. Com a tal, assistia a les festes de l’alta societat de la capital i fins i tot va ser convidada per Lluis XIV a un ball a Versalles, on s'hi va presentar amb robes masculines i va ballar amb les dones que havien assistit. Va interpretar els papers més importants de l’època i fins i tot es van crear papers especialment per a ella.

## Últims anys de vida
Se’n sap poca cosa dels seus últims anys de vida. Es va retirar la de la vida als escenaris l’any 1705 i que es creu que va passar els seus últims dies a un convent a Provença, on va morir l’any 1707 als trenta-tres anys. També es creu que va ser enterrada a una fossa comuna.
Tot i això, la seva història es va immortalitzar a l’obra de Gaultier, Madmoiselle de Maupin.

## LaMadmoiselle de Maupinde Gautier

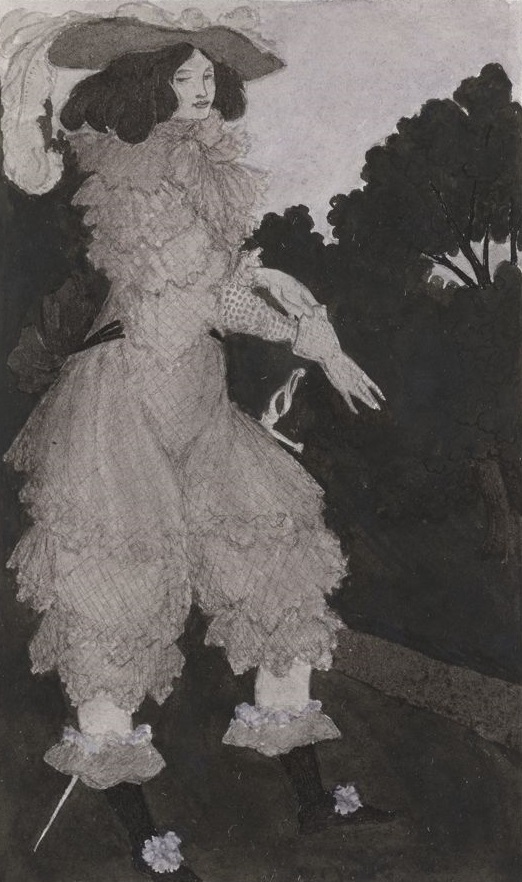
Il·lustració de Madmoiselle de Maupin a l'obra de Gautier, d'Aubrey Beardsley.

La novel·la epistolar de Théophile Gautier, Madmoiselle de Maupin, es va publicar el 1835. La novel·la pren una visió romàntica de la vida de Julie, de la que n’agafa certs aspectes i esdeveniments reals per a crear una història fictícia, més basada en la llegenda de Julie d’Aubigny.
Gautier relata la vida de Madeleine de Maupin, que en lloc de deixar-se cortejar pels homes, com s'espera d’una dona de la seva època, decideix vestir-se amb robes masculines i explorar el món sota el nom de Théodore. Albert, un dels personatges principals, i la seva amant, Rosette, acaben enamorant-se de l’alter ego de Madeleine de Maupin.
La temàtica del llibre és l’amor romàntic, sensual i sense barreres de gènere, un tema molt radical per la moral d’algunes esferes de l’època.

## Papers d’òpera creats per a Julie d’Aubigny
- Magician a Didon, d'Henri Desmarets (París, 1693)
- Clorinde a Tancrède, d'André Campra ⁣(París, 1702)
- Diana i Thétis a Iphigénie en Tauride, d'André Campra ⁣(París, 1704)
- Mélanie i Vénus a Alcine, d'Andre Campra (París, 1705)

Madmoiselle de Maupin va participar a nombroses òperes de l'època, de les que se'n té constància perquè se'n guarda un registre.